# Stella McCartney
Stella Nina McCartney (Londres, 13 de septiembre de 1971) es una diseñadora de indumentaria británica. Es la hija del exbeatle Paul McCartney y de la fotógrafa y activista por los derechos de los animales, Linda McCartney (1941-1998).

## Inicios
Stella Nina McCartney nació en el Kings College Hospital el  13 de septiembre de 1971. Es la segunda hija de Paul McCartney y Linda McCartney. El nombre Stella le viene de sus bisabuelas maternas: ambas abuelas de Linda McCartney se llamaban Stella. Durante su niñez, McCartney visitó varios países con sus padres y su grupo pop Wings, junto con sus hermanos: su media hermana Heather (quien fue legalmente adoptada por Paul McCartney), su hermana mayor Mary, y su hermano menor James. Según su padre, el nombre de Wings fue inspirado por el difícil momento del nacimiento de Stella. Cuando su hija nació de urgencia mediante cesárea, Paul fuera del quirófano oraba para que ella naciera "en las alas de un ángel" (on the wings of an angel). El grupo Wings duró desde su nacimiento en 1971 hasta 1981.
A pesar de su fama, el matrimonio quería que sus hijos llevaran una vida tan normal como fuera posible, por lo que Stella y sus hermanos asistieron a escuelas públicas locales en East Sussex, siendo una de ellas la Bexhill College. McCartney afirmó que durante sus años escolares, ella fue víctima de acoso escolar.

## Carrera

### Inicios
Stella McCartney comenzó a interesarse en el diseño de moda a los 13 años, cuando ella misma se hizo su primera chaqueta. Tres años más tarde, ingresó en Christian Lacroix, trabajando en su primera colección de moda, perfeccionando sus habilidades en Savile Row por unos años.
Estudió en la fundación de Ravensbourne College of Design and Communication, y diseño de moda en Central Saint Martins College of Art and Design a inicios de los años 90. Su colección de graduación en 1995 fue modelada por sus amigas y supermodelos Naomi Campbell, Yasmin Le Bon y Kate Moss —quienes desfilaron ad honorem. La colección fue acompañada por una canción llamada "Stella May Day" escrita por su famoso padre. El evento fue noticia y ocupó la primera plana de los diarios; toda la colección fue vendida a Tokio, una tienda de Londres. Los diseños fueron autorizados para Browns, Joseph, Bergdorf Goodman y Neiman Marcus. En 1998 diseñó el vestido de novia de su hermana Mary para su boda con el productor de televisión Alistair Donald.
Es vegetariana estricta. McCartney no utiliza pieles en sus diseños y apoya a la organización PETA. Algunos de sus diseños tienen frases que reflejan su respeto a la naturaleza; por ejemplo, en una de sus chaquetas para Adidas podía leerse: "apto para vegetarianos deportivos" en una de sus mangas. Su padre es también conocido por apoyar a PETA, protestando contra los diseñadores que utilizan pieles de animales y a quienes las llevan. Stella utiliza lana, seda, y otros derivados en sus diseños.

### Chloé, Gucci, CARE
En marzo de 1997 McCartney fue entrevistada por el entonces director creativo de la marca parisina de moda Chloé, Karl Lagerfeld. Lagerfeld estaba un poco impresionado con la elección hecha por la marca, argumentando: «Chloé debía tomar un nombre famoso. Lo hicieron, pero de la música, no de la moda. Esperemos que sea tan virtuosa como su padre.» Pese al escepticismo inicial, los diseños de McCartney gozaron de un considerable éxito crítico y comercial. En Chloé fue acompañada por su amiga y asistente Phoebe Philo, quien luego la sucedería en el cargo. 

### Colaboraciones
En 2004, diseñó el vestuario de Madonna para su gira Re-Invention Tour, el de Annie Lennox para su gira de verano, y los de Gwyneth Paltrow y Jude Law para la película Sky Captain y el mundo del mañana.
Ese mismo año también lanzó una línea de ropa deportiva femenina en colaboración con Adidas. La colección incluyó prendas para natación, tenis y deportes de invierno. Entre ellas piezas más informales como ropa para correr y bolsos. En enero de 2007, la diseñadora anunció que añadiría a sus creaciones para Adidas una línea de ropa especial para practicar yoga, llamada Gym Yoga. Fue lanzada en la temporada primavera-verano y estuvo inspirada en los uniformes de ballet y danza, destacándose las camisetas de tirantes de doble capa con escotes profundos, pantalones de tiro bajo y zapatos de goma flexible. Todas estas colaboraciones fueron exitosas. Su contrato con Adidas venció en 2010.
En 2005, colaboró con H&M. La colección, compuesta de ropa informal y accesorios, tuvo un gran éxito. La línea fue lanzada en noviembre de ese año y se agotó casi de inmediato el día del lanzamiento, debido a la semejanza (en muchos casos, casi la copia directa) entre la línea principal y la línea de H&M.[cita requerida] El 12 de marzo de 2007, una edición limitada de McCartney de 42 piezas fue puesta a la venta en solo 100 tiendas para el mercado exclusivamente australiano. El rango de precios iba de $30 por un pañuelo de seda a $200 por un abrigo de tafetán. La colección se fabricó en China. Se desataron escenas de histeria cuando las mujeres irrumpieron en las tiendas para comprar la colección. Un problema fueron los "revendedores de ropa", que compraron grandes cantidades de la gama para venderlas en eBay como una marca de alto precio. Más tarde, un gran número de compradores devolvieron su ropa Stella a Target quejándose de que era extraña, no estándar, de tamaño más grande de lo normal. Un portavoz de Target se defendió diciendo que el rango de tallas de Stella había sido "generosa" y "de gran tamaño". Más tarde, en un intento por vender el inventario, sus precios se rebajaron hasta un 60 por ciento.
En enero de 2008, McCartney colaboró con la marca de lencería Bendon, programada para ser lanzada en las tiendas por departamentos, tiendas especializadas y las tiendas de Stella McCartney.[cita requerida] A principios de 2008 McCartney lanzó una línea de bolsos para LeSportsac. La colección constaba de entre 30 y 40 estilos y los precios oscilaban desde $200 a $500. La colección incluía bolsos de viaje, maletas, bolsos y accesorios de bebé para las madres con bebés y niños pequeños.
En 2009 anunció una colaboración de una línea de ropa para niños con Gap. El lanzamiento fue en noviembre de ese año, y la colección salió a la venta exclusivamente en tiendas GapKids y babyGap en los Estados Unidos y Canadá, el Reino Unido, Francia, Irlanda y Japón.
Desde que comenzó con su propia marca, McCartney también ha colaborado en proyectos con varios artistas, incluyendo a Reem Alasadi, Gary Hume, R. Crumb, Jeff Koons, David Remfry y Ed Ruscha. 
Desde agosto de 2019 lanzó una colección de ropa con la cantante del country pop Taylor Swift llamada "Stella McCartney X Taylor Swift" para promocionar el álbum de Swift "Lover"
En septiembre de 2022 lanzó una nueva línea de belleza y cuidado personal junto a Louis Vuitton llamada “Stella by Stella McCarteny”. Siguiendo su apuesta ecológica, el 99% de los ingredientes de los productos de esta línea son naturales.

### Críticas

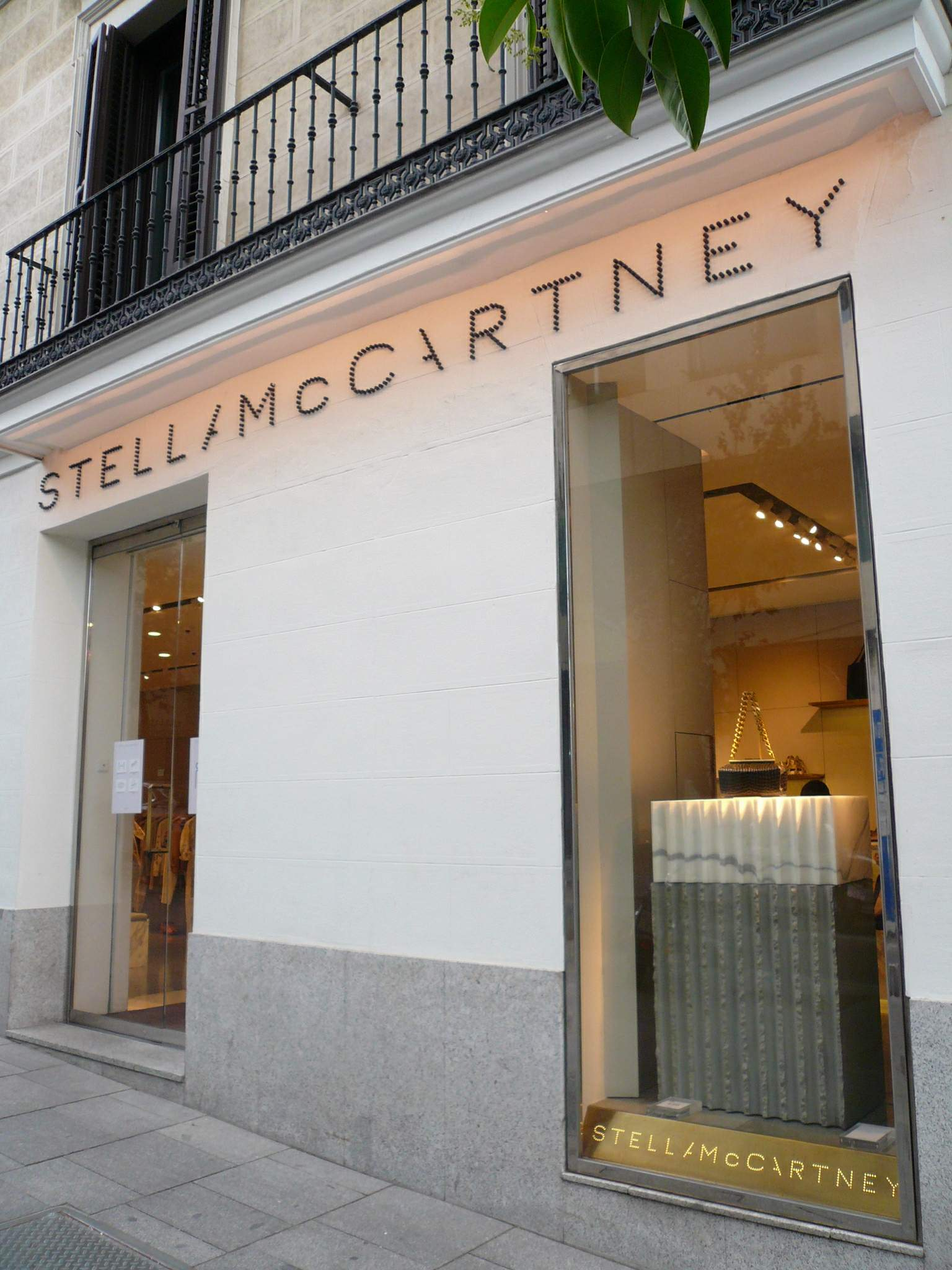
Tienda de Stella McCartney en la Calle Serrano de Madrid

McCartney siempre ha afirmado que habría sido una famosa diseñadora de moda, incluso si su padre no hubiera sido Paul McCartney. En particular, ha sugerido que Vendôme, dueños de la casa Chloé, obtuvieron una oleada de publicidad generada por su talento. Con el tiempo, la mayoría de los comentaristas dijeron que ella es totalmente capaz. De hecho, la revista Vogue escribió «su primera colección para la casa Chloé, mostrada en París en octubre de 1997, disipó rápidamente cualquier duda acerca de su talento.»
McCartney asistió a Central St Martins, pero no recibió un grado de primera clase,[cita requerida] a diferencia de John Galliano y Hussein Chalayan. A pesar de esto, se le conoce en la industria de la moda como "Stella de Acero" o la "Imparable Stella".
En noviembre de 2007, Stella diseñó un collar con un colgante en forma de una sola pierna, como un aparente ataque por el distanciamiento de su padre debido a su nueva esposa Heather Mills, una amputada. Conocedores de la moda pensaron que su actitud era "tensa", pero también un poco "fuera de orden".
El 13 de junio de 2018 recibió la Orden del Imperio Británico de manos de la reina Isabel II.

## Diseños notables
El 19 de mayo de 2018 se dio a conocer que McCartney era la diseñadora del vestido de novia de Meghan, duquesa de Sussex esposa del príncipe Enrique, siendo su primer encargo por parte de algún miembro de la casa real británica.
Se confirmó que el vestido tuvo un valor de 150 000 dólares, con su velo de 4,5 metros de largo. Este precio no incluía los vestidos de los pajes, también diseñados por ella.
Desde la boda, McCartney ha vestido en varias ocasiones a Meghan.

## Vida personal
McCartney se casó con el editor británico Alasdhair Willis el 30 de agosto de 2003 en una capilla católica en Mount Stuart House, la ancestral casa del Marqués de Bute en la Isla de Bute, Escocia. El vestido de novia de McCartney fue una versión actualizada del vestido de novia que usó su madre en el matrimonio con Paul McCartney en marzo de 1969. Ella diseñó el vestido con Tom Ford, su jefe en Gucci. El servicio contó con la asistencia de Gwyneth Paltrow, Liv Tyler, Pierce Brosnan, y Madonna.
Su primer hijo, Miller Alasdhair James Willis, nació el 25 de febrero de 2005. Su segundo hijo fue niña, Bailey Linda Olwyn Willis, y nació el 8 de diciembre de 2006. Su tercer hijo, Beckett Robert Lee Willis nació el 8 de enero de 2008. Dio a luz a su cuarto hijo, una niña, Reiley Dilys Stella Willis, en 2010. Sus cuatro hijos nacieron en Londres, Inglaterra.
Es miembro de la Royal British Legion. Además de sus hermanas mayores y su hermano menor, Stella tiene una hermana más joven, Beatrice Milly McCartney, nacida el 28 de octubre de 2003, del matrimonio de su padre con su entonces esposa, Heather Mills.